# 寿德亭
寿德亭，位于中国广东省韶关市乳源县大桥镇三元大坳里，为韶关市乳源县的一个县级文物保护单位，类型为古建筑，公布时间为2005年8月15日。
寿德亭的历史年代为清同治九年。